# Funke Opeke
Funke Opeke est une ingénieure nigériane en électrotechnique, fondatrice de Main Street Technologies et PDG de Main One Cable Company, une société de services de communication basée dans l'État de Lagos, au sud-ouest du Nigéria. Sa société, MainOne, est le principal fournisseur de services de communication et de solutions réseau en Afrique de l'Ouest. 

## Enfance et éducation
Funke Opeke fréquente l’école pour filles Queens School à Ibadan, dans l'État d'Oyo. Elle grandit à Ibadan, bien qu'elle soit née à Ile-Oluji, dans l'État d'Ondo dans une famille de neuf enfants. Son père est le premier directeur nigérian du Cocoa Research Institute of Nigeria et sa mère est enseignante. 
Funke Opeke obtient ensuite une licence et une maîtrise en génie électrique de l'Université Obafemi-Awolowo et de l'Université Columbia, respectivement. Après avoir obtenu son diplôme de l'Université de Columbia, elle reste aux États-Unis et devient directrice exécutive de la division de commerce de gros de Verizon Communications à New York. En 2005, elle devient directrice technique de MTN Nigeria. Elle a été conseillère chez Transcorp et chef de l'exploitation de NITEL pendant une brève période,,,.

## MainOne
Après son retour au Nigeria, Funke Opeke fonde MainOne en 2008, pour combattre la mauvaise connectivité Internet au Nigeria. MainOne est le premier fournisseur de services de communication et de solutions réseau en Afrique de l'Ouest. La société a construit le premier câble sous-marin à haute capacité appartenant au privé et ouvert d’accès s’étendant sur 7 000 kilomètres de la région, s'étendant du Portugal à l'Afrique de l'Ouest avec des arrêts à Accra, Dakar, Abidjan et Lagos,,. 
En 2015, MainOne lance MDXi, le plus grand centre de données de niveau III du Nigéria, et étend un câble sous-marin de Lagos au Cameroun.  